# Nemopalpus flavus
Nemopalpus flavus är en tvåvingeart som beskrevs av Macquart 1839. Nemopalpus flavus ingår i släktet Nemopalpus och familjen fjärilsmyggor.
Artens utbredningsområde är Kanarieöarna. Inga underarter finns listade i Catalogue of Life.